# ألكس أندرو كيلي
ألكس أندور كيلي (بالإنجليزية: Alex Andrew Kelly)‏ أمريكي-أيرلندي ولد 1967، وأدين بجريمة الاغتصاب في 1997.

## الجرائم
قبل الموعد المقرر لمحاكمته في 1967 على جريمتي اغتصاب في 1986 هرب من الولايات المتحدة وظل هاربا في أوروبا لسبع سنوات. وفي هذه المدة ساعده والداه ماديا. ألقي القبض عليه في سويسرا عام 1995. وأعيد إلى الولايات المتحدة حيث حوكم وعوقب بالسجن 18 سنة. لم ينكر جريمة الاغتصاب الثانية وهو الآن مسجون في سجن في كونيتيكت.